# Astrid Båhl
Astrid Båhl (Astrid nacida Margarete Bål; 1959) es una artista sami noruega que diseñó la bandera Sami.

## Biografía
Astrid Båhl nació en 1959 en Karesuando, en la provincia de Norrbotten, Suecia, y se trasladó de pequeña a  Skibotn, Storfjord. Estudió arte en la escuela secundaria en Narvik, y continuó su formación en la Academia Nacional noruega de Oficios e Industria de Arte en Oslo, donde  estudió impresión textil, diseño gráfico, y dibujo a mano alzada. Båhl ha presentado su trabajo en varias exposiciones, incluyendo "Mijjen luunie – Kums oss" una exposición itinerante en 1994, y "ČSV- å visualisere Sápmi" en Jeløya en 2006.

Sami bandera, diseñada por Astrid Båhl

En 1986,  ganó un concurso para diseñar una bandera para el pueblo Sami, venciendo a otros 70 proyectos. La bandera fue adoptada oficialmente y se izó por primera vez en el 13.º Conferencia Sami celebrada en Åre, Suecia, el 15 de agosto de 1986. Según Båhl, la bandera simboliza que el sol da vida a la tierra. La inspiración del diseño fue a partir de libros y escrituras antiguas de las lenguas sami  mitología, y simbolismo.
Båhl también diseñó los sellos postales noruegos para "Tråante 2017", un acontecimiento que conmemora el 100.º aniversario de la Asamblea Sami de 1917 en Trondheim.